# 条纹袋貂属
條紋袋貂屬是屬於袋貂科的有袋類哺乳動物，為蘇拉威西島及鄰近島嶼特有，包含如下物種：
- 蘇島紋袋貂 Strigocuscus celebensis
- 邦蓋紋袋貂 Strigocuscus pelengensis

其他同科的動物尚有帚尾袋貂屬（帚尾袋貂）、鱗尾袋狸屬（鱗尾袋狸）、斑卷尾袋貂屬（伊島斑卷尾袋貂）、袋貂屬（灰袋貂）等。